# Året med kungafamiljen
Året med kungafamiljen (deutsch: Das Jahr mit der Königsfamilie) ist eine jährliche Sendung im schwedischen Fernsehsender Sveriges Television. In der Sendung wird der schwedische König sowohl als Staatsoberhaupt als auch als Vater und Ehemann gezeigt. Für die Sendung haben der schwedische Hof und Sveriges Television eine besondere Vereinbarung getroffen.
Die Sendung wird seit 1977 ausgestrahlt. Üblicherweise führt ein Reporter ein Interview mit der Königsfamilie in einem der königlichen Paläste. Dazwischen werden Filmbeiträge über Staatsbesuche, Staatsempfänge, Kabinettssitzungen und andere Repräsentationen des schwedischen Königshauses gezeigt. Außerdem werden private Eindrücke gezeigt, die durchweg ein positives Bild des Königshauses vermitteln.
Die Sendung wird jedes Jahr von über 3 Millionen Schweden gesehen. Im Frühjahr 2010 veröffentlichte Sveriges Television die DVD-Sammlung Åren med kungafamiljen 1976–2009.